# 야부 게이이치
야부 게이이치(일본어: 藪 恵壹, 본명 : 藪 恵一(동음), 1968년 9월 28일 ~ )는 일본의 전 프로 야구 선수이자 야구 지도자이다.
1994년의 등록명은 藪 恵市(동음), 애칭은 케이 짱(恵ちゃん).

## 인물

### 프로 입단 전
초등학교 시절 야구 경기 도중에 오른 팔을 다쳤지만 병원에도 가지 않고 계속 플레이를 했다. 이후 부상에서 회복되었지만 그 영향으로 인해 비가 내리면 통증이 나오는지, 비오는 날의 등판에서는 실력을 드러낼 수 없을 정도로 컨디션이 좋지 않았다.
고교 시절 같은 지역에 있던 스기우라 마사노리가 있었던 적도 있어 주목을 받지 않았다. 1년 간의 재수 생활을 거쳐 일반 입시로 도쿄 경제대학에 진학, 수도 대학 리그에서 선수 생활을 했다. 졸업 후 사회인 야구팀인 아사히 생명 경식 야구부(이후 팀이 해체됨)에서 선수로 뛰었고 아사히 생명에 재직할 당시 영업하면서 근무하는 등 근무 성적은 전체 회사에서 최상위권에 속해 있었다.
그 후 1993년 프로 야구 드래프트 회의에서는 1순위로 한신 타이거스에 입단해 등번호는 에이스 넘버인 ‘18’번으로 주어졌다. 이 때 자신의 등록명을 恵市(게이이치)로 정했고 도쿄 경제대학 출신으로는 처음으로 프로 야구 선수가 되었다.

### 한신 타이거스 시절
이듬해 1994년 시즌 9승(9패)을 기록하면서 센트럴 리그 신인왕 타이틀을 석권했고 팬 투표로 올스타전에도 출전했다. 팀 성적 부진으로 침체하고 있던 한신에서 고군분투를 했고, 1996년부터 1998년까지 3년 연속 두 자릿수 승리를 거두는 등 팀의 에이스로서 맹활약을 했다. 당초에는 매주 화요일에 선발 로테이션을 짜고 있어 ‘화요일의 남자’(火曜日の男)라고 불릴 정도였다.
한신 시절에는 전반기에 호투를 하고 있으면서도 6회를 할 때부터 볼넷과 연타 등 순식간에 무너질 정도로 자멸하는 일이 있어 팬들이나 야구 평론가들 사이에서 ‘승부에 약한 투수’라는 이미지가 항상 따라다녔다. 봄에는 호투를 하지만 여름에는 컨디션이 떨어지는 경우도 많았다.
입단 1년차부터 7년 연속으로 규정 투구 이닝을 채웠고 2001년 시즌에는 오른쪽 어깨 부상으로 단 한번도 승리 투수가 되지 못했지만 2002년에 차기 감독으로 부임한 호시노 센이치와 함께 재기에 나섰다. 투수로서 가장 드문 등번호를 ‘4’번으로 변경했고(한신에서는 과거에 진 바크, 매트 키오가 달았던 등번호) 정규 시즌에서는 10승을 올렸다. 2003년에 부상이 있으면서도 8승(3패)을 올리는 등 팀을 18년 만에 리그 우승을 이끄는 데 기여했지만 같은 해 일본 시리즈에서는 등판하지 못했다. 2004년에 FA 자격을 취득했고, 이 때 한신과의 결별을 시사하는 일부 언론에서의 보도가 나오기도 했다.

### 메이저 리그 시절
2004년 시즌 종료 후 메이저 리그에 도전하겠다는 이유를 들어 FA를 선언했다. 이듬해 2005년 1월, 오클랜드 애슬레틱스의 입단이 결정되면서 등번호는 자신이 야구를 시작할 당시 최초로 배정받은 등번호를 ‘13’으로 정했다. 그러나 메이저 리그 진출 1년째에 4승을 올렸지만 같은 해 오프에는 팀이 옵션을 행사하지 않았기 때문에 자유 계약 선수가 되었다.
2006년에는 콜로라도 로키스와 입단 계약을 맺었지만 같은 해 3월 31일 부로 퇴단해 자유 계약 선수가 되었다. 같은 해 6월 29일에 마이너 리그 트리플 A급에 해당하는 멕시칸 리그의 티파나 포트로스와 계약을 맺었다. 다음 해인 2007년에는 무소속 상태로 지내면서 트레이닝에만 전념했다. 그 해에는 연습할 상대도 없었기 때문에 벽에다가 공을 던지는 투구 연습을 하기도 했다. 아마추어 시절에는 야구 환경이 풍족되지는 않았지만 연습 상대가 없는 것은 참아냈다고 한다. 그 때문에 2008년에는 메이저 리그에 오를 수는 없어도 마이너 리그로 플레이할 것을 결정하고 있었다.

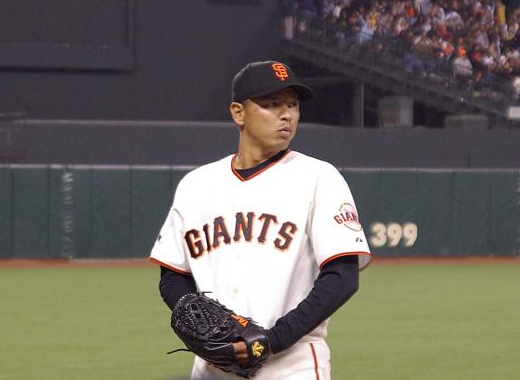
샌프란시스코 자이언츠 시절(2008년)

2008년에 메이저 리그의 승격을 목표로 두어 샌프란시스코 자이언츠의 스프링 캠프에 합류하였고 이후 시범 경기에 등판했다. 시범 경기에서의 등번호는 ‘72’번이었고 같은 해 3월 30일에는 개막전 메이저 리그 범위에 들어갔던 것이 구단으로부터 발표되었다. 등번호는 ‘22’번.
4월 14일의 애리조나 다이아몬드백스전에서 3년 만에 승리를 기록했고(샌프란시스코 자이언츠에서 일본인이 승리 투수가 된 것은 1965년 9월 30일의 무라카미 마사노리 이후) 39세 199일에서의 승리는 일본인 메이저 리거로서의 최고령 기록이며 같은 해 5월 30일 샌디에이고 파드리스전에서의 8회에 3대 3 동점인 무사 1·2루 상황에서 구원으로 등판해 타자 케빈 쿠즈마노프를 단 1개의 공으로 트리플 플레이로 잡는 드문 기록도 만들었다.
2009년에는 메이저 리그의 계약으로 스프링 캠프에 참가했지만 시범 경기에서는 부진한 성적을 기록해 3월 5일에 마이너 리그로 격하되었다. 그리고 메이저 리그 40명 범위를 비우기 위한 조치로 3월 20일에 방출 통보를 받았고 다음 날인 21일에 샌프란시스코 자이언츠 산하의 트리플 A급 프레즈노 그리즐리스와 재계약을 맺었지만 7월 11일에 방출되었다.

### 도호쿠 라쿠텐 골든이글스 시절
2010년 7월 26일에 지바 롯데 마린스의 입단 테스트를 받았지만 구단 측은 영입을 보류했다. 7월 29일과 30일에는 도호쿠 라쿠텐 골든이글스의 입단 테스트를 받아 7월 31일에 공식 입단했다. 등번호는 ‘64’번으로 배정받았고 중간 계투로서 11경기에 등판했지만 뚜렷한 성적을 남길 수 없었다. 결국 시즌 종료 후 라쿠텐에서 방출되었다.

### 그 후
라쿠텐에서 방출된 후 옛 친정 팀인 한신 타이거스로부터 투수 코치를 맡아달라는 제의가 있었지만 본인은 현역 생활을 계속하겠다는 입장을 밝히는 등 태도를 보류하고 있었다. 12월 15일 한신 구단 사장과 면담했고 12월 17일에 코치로 정식 계약함과 동시에 현역 생활을 은퇴했다. 2011년부터 한신 타이거스의 2군 투수 코치로 발탁되었고 등번호는 오카다 아키노부 전 한신 감독의 당시 등번호였던 80번으로 결정했다.
2012년부터는 와다 유타카가 감독으로 취임한 것에 의해 1군 투수 코치로 승격했지만 2013년부터 다시 2군 투수 코치로 변경되었다.

## 플레이 스타일
- 주무기 : 스트레이트, 커브, 슬라이더, 고속 슬라이더, 포크볼, 슈트, 체인지업, 너클볼
- 결정구 : 슬라이더, 고속 슬라이더

투구 스타일은 예리한 날카로운 슬라이더와 포크볼을 주무기로 삼고 있어 후에 슈트를 습득하여 땅볼을 치게 한다는 것이었다. 150km/h 이상의 스트레이트도 가지고 있지만 지구력을 온존하기 때문인지 상시 140km/h 전후에 세우는 것이 많다. 한신 시절에는 히로시마 도요 카프에게 강한 면모를 갖고 있을 정도로(통산 27승 17패, 프로 첫 승리도 히로시마전에서 기록함) ‘잉어 킬러’(鯉キラー)라고도 불리고 있었다. 메이저 리그로 이적했을 때 히로시마의 구단 수뇌부가 “(야부가 메이저 리그에 이적했을 때)안심했다”라고까지 말하기도 했다.

## 상세 정보

### 출신 학교
- 와카야마 현립 신구 고등학교
- 도쿄 경제대학

### 선수 경력
사회인 시대
- 아사히 생명

NPB
- 한신 타이거스(1994년 ~ 2004년)
- 도호쿠 라쿠텐 골든이글스(2010년)

MLB
- 오클랜드 애슬레틱스(2005년)
- 샌프란시스코 자이언츠(2008년)

### 지도자 경력
- 한신 타이거스 2군 투수 코치(2011년, 2013년)
- 한신 타이거스 1군 투수 코치(2012년)

### 수상·타이틀 경력
- 신인왕(1994년)
- 월간 MVP : 1회(1994년 5월)
- JA 전농 Go·Go상 : 1회(최다 탈삼진상 : 1997년 5월)
- 우수 JCB·MEP상 : 1회(1998년)

### 개인 기록

#### 첫 기록(NPB)
- 첫 등판·첫 선발 : 1994년 4월 13일, 대 주니치 드래건스 1차전(한신 고시엔 구장), 6이닝 3실점에서 패전 투수
- 첫 탈삼진 : 상동, 1회초에 마쓰이 다쓰노리로부터
- 첫 승리·첫 완투 승리 : 1994년 4월 19일, 대 히로시마 도요 카프 1차전(오카야마 현영 구장), 9이닝 1실점
- 첫 완봉 승리 : 1994년 5월 24일, 대 요미우리 자이언츠 7차전(한신 고시엔 구장)
- 첫 홀드 : 2010년 8월 19일, 대 오릭스 버펄로스 21차전(스카이마크 스타디움), 6회말 2사에 2번째 투수로서 구원 등판, 1이닝 무실점

#### 기록 달성 경력(NPB)
- 통산 1000투구 이닝 : 1999년 6월 5일, 대 야쿠르트 스왈로스 10차전(메이지 진구 야구장), 4회말 3아웃에 로베르토 페타지니를 유격 땅볼 병살타로 달성 ※역대 278번째
- 통산 1500투구 이닝 : 2003년 7월 11일, 대 요미우리 자이언츠 17차전(한신 고시엔 구장)), 1회초 1아웃에 니오카 도모히로를 유격 땅볼로 달성 ※역대 151번째
- 통산 1000탈삼진 : 2004년 8월 11일, 대 요코하마 베이스타스 16차전(삿포로 돔), 5회말에 사에키 다카히로로부터 ※역대 112번째

#### 기타
- 올스타전 출장 : 6회(1994년 ~ 1997년, 1999년 ~ 2000년)

### 등번호
- 18(1994년 ~ 2001년)
- 4(2002년 ~ 2004년)
- 13(2005년)
- 22(2008년)
- 64(2010년)
- 80(2011년 ~ 2013년)

### 연도별 투수 성적
| 연 도      | 소 속      | 등 판 | 선 발 | 완 투 | 완 봉 | 무 4 구 | 승 리 | 패 전 | 세 이 브 | 홀 드 | 승 률 | 타 자 | 이 닝  | 피 안 타 | 피 홈 런 | 볼 넷 | 고 4 | 몸 맞 | 탈 삼 진 | 폭 투 | 보 크 | 실 점 | 자 책 점 | 평 자 책 | W H I P |
| ---------- | ---------- | ----- | ----- | ----- | ----- | ------- | ----- | ----- | -------- | ----- | ----- | ----- | ------ | -------- | -------- | ----- | ---- | ----- | -------- | ----- | ----- | ----- | -------- | -------- | ------- |
| 1994년     | 한신       | 26    | 25    | 8     | 1     | 0       | 9     | 9     | 0        | --    | .500  | 743   | 181.1  | 174      | 12       | 42    | 3    | 2     | 110      | 2     | 1     | 67    | 64       | 3.18     | 1.19    |
| 1995년     | 한신       | 27    | 27    | 7     | 2     | 2       | 7     | 13    | 0        | --    | .350  | 713   | 196.0  | 185      | 19       | 50    | 1    | 10    | 118      | 4     | 1     | 73    | 65       | 2.98     | 1.20    |
| 1996년     | 한신       | 30    | 30    | 6     | 1     | 0       | 11    | 14    | 0        | --    | .440  | 834   | 195.1  | 204      | 14       | 51    | 1    | 11    | 145      | 1     | 1     | 97    | 87       | 4.01     | 1.31    |
| 1997년     | 한신       | 29    | 26    | 4     | 1     | 0       | 10    | 12    | 0        | --    | .455  | 768   | 183.0  | 172      | 23       | 62    | 6    | 10    | 111      | 9     | 0     | 79    | 73       | 3.59     | 1.28    |
| 1998년     | 한신       | 24    | 24    | 3     | 2     | 1       | 11    | 10    | 0        | --    | .524  | 692   | 164.0  | 159      | 11       | 51    | 0    | 8     | 90       | 4     | 2     | 74    | 64       | 3.51     | 1.28    |
| 1999년     | 한신       | 28    | 27    | 4     | 2     | 1       | 6     | 16    | 0        | --    | .273  | 737   | 173.1  | 175      | 16       | 57    | 8    | 11    | 95       | 4     | 0     | 80    | 76       | 3.95     | 1.34    |
| 2000년     | 한신       | 25    | 24    | 1     | 1     | 0       | 6     | 10    | 0        | --    | .375  | 638   | 151.0  | 162      | 19       | 30    | 4    | 4     | 95       | 7     | 0     | 76    | 70       | 4.17     | 1.27    |
| 2001년     | 한신       | 17    | 8     | 0     | 0     | 0       | 0     | 4     | 0        | --    | .000  | 250   | 55.0   | 55       | 2        | 33    | 4    | 5     | 26       | 5     | 0     | 32    | 25       | 4.09     | 1.60    |
| 2002년     | 한신       | 20    | 20    | 5     | 2     | 2       | 10    | 6     | 0        | --    | .625  | 532   | 131.2  | 118      | 14       | 30    | 1    | 6     | 97       | 3     | 0     | 48    | 46       | 3.14     | 1.12    |
| 2003년     | 한신       | 23    | 15    | 0     | 0     | 0       | 8     | 3     | 0        | --    | .727  | 405   | 97.2   | 97       | 13       | 27    | 0    | 2     | 67       | 4     | 0     | 50    | 43       | 3.96     | 1.27    |
| 2004년     | 한신       | 19    | 19    | 1     | 1     | 0       | 6     | 9     | 0        | --    | .400  | 480   | 116.1  | 108      | 8        | 36    | 0    | 6     | 75       | 5     | 0     | 44    | 39       | 3.02     | 1.24    |
| 2005년     | OAK        | 40    | 0     | 0     | 0     | 0       | 4     | 0     | 1        | 1     | 1.000 | 262   | 58.0   | 64       | 6        | 26    | 3    | 8     | 44       | 2     | 0     | 34    | 29       | 4.50     | 1.55    |
| 2008년     | SF         | 60    | 0     | 0     | 0     | 0       | 3     | 6     | 0        | 9     | .333  | 302   | 68.0   | 63       | 3        | 32    | 4    | 8     | 48       | 5     | 1     | 33    | 27       | 3.57     | 1.40    |
| 2010년     | 라쿠텐     | 11    | 0     | 0     | 0     | 0       | 0     | 0     | 0        | 2     | ----  | 48    | 11.0   | 9        | 2        | 6     | 0    | 2     | 6        | 0     | 0     | 6     | 6        | 4.91     | 1.36    |
| NPB : 12년 | NPB : 12년 | 279   | 245   | 39    | 13    | 6       | 84    | 106   | 0        | 2     | .442  | 6940  | 1655.2 | 1618     | 153      | 475   | 28   | 77    | 1035     | 48    | 5     | 726   | 658      | 3.58     | 1.26    |
| MLB : 2년  | MLB : 2년  | 100   | 0     | 0     | 0     | 0       | 7     | 6     | 1        | 10    | .538  | 564   | 126.0  | 127      | 9        | 58    | 7    | 16    | 92       | 7     | 1     | 67    | 56       | 4.00     | 1.47    |

- 굵은 글씨는 시즌 최고 성적.

## 같이 보기
- 일본 프로 야구 최우수 신인